# Première dame d’honneur

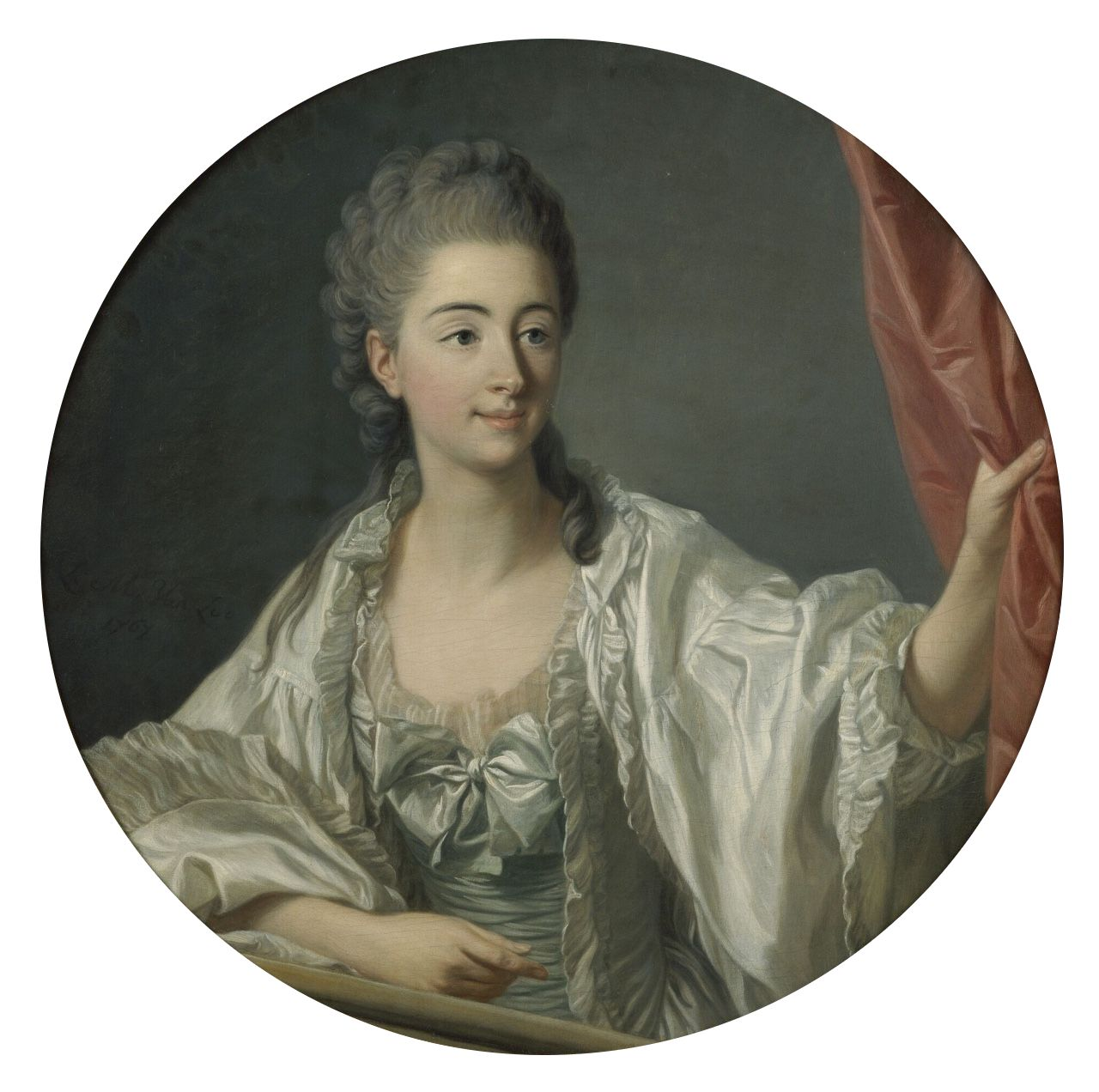
Porträt der Princesse de Chimay, Première dame d'honneur der Königin Marie-Antoinette.

Die Première dame d’honneur (deutsch etwa: Erste Ehrendame) hatte nach der Surintendante de la Maison de la Reine unter den Amtsträgerinnen den zweiten Rang am französischen Hof inne. Sie vertrat die Surintendante in deren Abwesenheit. Der dritte Rang unter den Damen bei Hofe gebührte der Dame d’atours.
Sowohl der Königin wie auch der Königinmutter standen Premières dames d’honneur zu. Die jeweilige Hofhaltung erfolgte allerdings üblicherweise getrennt.

## Première dame d'honneur

### Anne de Bretagne(1477–1514)
- 1494–1496: Jehanne de Courandon, Dame de Segré
- 1496–1498: Mathurine du Perrier, Dame de la Guerche

### Eleonore von Kastilien(1498–1558)
- 1530–1535: Louise de Montmorency
- 1535–: Jeanne d’Angoulême, Dame de Givry
- Beatrix Pacheco d’Ascalona, Comtesse de Montbel d'Entremont

### Caterina de’ Medici(1519 – 1589)
- 1547–1560: Françoise de Brézé
- 1560–1561: Jacqueline de Longwy
- 1561–1578: Philippes de Montespedon
- 1578–1589: Alfonsina Strozzi

### Maria Stuart(1542–1587)
- 1559–1560: Guillemette de Sarrebruck

### Elisabeth von Österreich(1554–1592)
- 1570–1574: Madeleine de Savoie

### Louise de Lorraine-Vaudémont(1553–1601)
- 1575–1583: Jeanne de Dampierre
- 1583–1585: Louise de Hallwyn de Cipierre
- 1583–1601: Fulvie de Randan

### Maria de’ Medici(1575–1642)
- 1600–1632: Antoinette de Pons

### Anna von Österreich(1601–1666)
- 1615–1618: Inés de la Torre
- 1615–1624: Laurence de Montmorency
- 1624–1626: Charlotte de Lannoy
- 1626–1638: Marie-Catherine de Senecey
- 1638–1643: Catherine de Brassac
- 1643–1666: Marie-Claire de Fleix

### Maria Teresa von Spanien(1638–1683)
- 1660–1664: Susanne de Navailles
- 1664–1671: Julie d’Angennes
- 1671–1679: Anne de Richelieu
- 1679–1683: Anne-Armande de Créquy

### Maria Leszczyńska(1703–1768)
- 1725–1735: Catherine-Charlotte de Boufflers
- 1735–1763: Marie Brulart de La Borde
- 1763–1768: Anne Claude Louise d’Arpajon

### Marie-Antoinette von Österreich-Lothringen(1755–1793)
- 1770–1775: Anne Claude Louise d’Arpajon
- 1775–1791: Laure-Auguste de Fitz-James
- 1791–1792: Geneviève de Gramont

### Joséphine de Beauharnais(1763–1814)
- 1804–1809: Adélaïde de La Rochefoucauld

### Marie-Louise von Österreich(1791–1847)
- 1810–1814: Louise de Guéhéneuc

### Maria Amalia von Neapel-Sizilien(1782–1866)
- 1830–1849: Christine-Zoë de Montjoye[1]

### Eugénie de Montijo(1826–1920)
- 1853–1867: Pauline de Bassano
- 1867–1870: Marie-Anne Walewska

## Weitere Premières dames d'honneur

### Maria Anna Victoria von Bayern(1660–1690)
- 1679–1684: Anne de Richelieu

### Élisabeth Philippe Marie Hélène de Bourbon(1764 – 1794)
- 1779–1792: Marie-Angélique de Mackau

### Marie Thérèse Charlotte de Bourbon(1778–1851)
- 1799–1823: Bonne Marie Félicité de Montmorency-Luxembourg
- 1823–1830: Anne-Félicité Simone de Sérent

### Maria Karolina von Neapel-Sizilien(1798–1870)
- 1816–1830: Blanche-Joséphine Le Bascle d’Argenteuil